# Tremopora dendracantha
Tremopora dendracantha är en mossdjursart som beskrevs av Ortmann 1890. Tremopora dendracantha ingår i släktet Tremopora och familjen Hiantoporidae. Inga underarter finns listade i Catalogue of Life.